# Medaile za Varšavu 1939–1945
Medaile za Varšavu 1939–1945 (polsky: Medal za Warszawę 1939–1945) bylo polské vojenské vyznamenání. Udílena byla vojákům a příslušníkům odboje, kteří se zapojili do bojů o Varšavu za druhé světové války.

## Historie a pravidla udílení
Medaile byla založena usnesením Rady ministrů dne 21. listopadu 1945. Založena byla na paměť hrdinského boje Varšavy proti německým okupantům, stejně jako na památku vojáků, kteří město bránili v roce 1939, neúnavně bojovali během okupace či položili svůj život během varšavského povstání. Připomíná také vítězné osvobození Varšavy polskou lidovou armádou ve spolupráci s rudou armádou. Medale byla udílena jako ocenění za účast v těchto bojích. Medaili tak obdrželi obránci Varšavy z roku 1939, příslušníci odboje v letech 1939 až 1945, účastníci varšavského povstání a vojáci, kteří se zapojili do osvobození Varšavy v lednu 1945. Udílena byla ministrem obrany jménem Státní národní rady. Od roku 1952 jej udílela Státní rada Polska. Do systému polských vyznamenání byl zařazen zákonem ze dne 17. února 1960. Od roku 1989 byla medaile udílena polským prezidentem. Vyznamenání bylo udíleno do roku 1999. Od 8. května 1999 je jeho udílení považováno za ukončené.
Do roku 1989 byla medaile udělena ve 131 361 případech. V 90. letech 20. století byla udělena dalším 4476 lidem. Celkem tak medaili obdrželo 135 837 osob.

## Popis medaile
Medaile je kulatého tvaru o průměru 33 mm. Na přední straně je uprostřed vyobrazena mořská panna se štítem a mečem. Stejný motiv je i na znaku Varšavy. Ve spodní části jsou tři vlny. Pozadí je prolamované. Při vnějším okraji je nápis ZA WARSZAWĘ a letopočet 1939 • 1945. Mezi letopočty zasahuje meč mořské panny. Zadní strana byla původně hladká, bez zdobení a nápisu. V roce 1946 byl vzhled změněn a od roku 1947 byly udíleny medaile s upraveným vzhledem. Tyto medaile neměly vlny prolamované ale pouze vyražené a pozadí již nebylo prolamované. Na zadní straně byl nápis na čtyřech řádcích RP • OBROŃCOM • BOJOWNIKOM •  OSWOBODZICIELOM. Pod nápisem byly dva dubové listy. Tento vzhled byl také oficiálně zanesen do usnesení Státní rady ze dne 29. února 1960.
Stuha široká 35 mm je červená se dvěma žlutými pruhy širokými 4 mm umístěnými 2 mm od okrajů.

Vzhled medaile navrhli Stanisław Łoza a Stanisław Gepner.

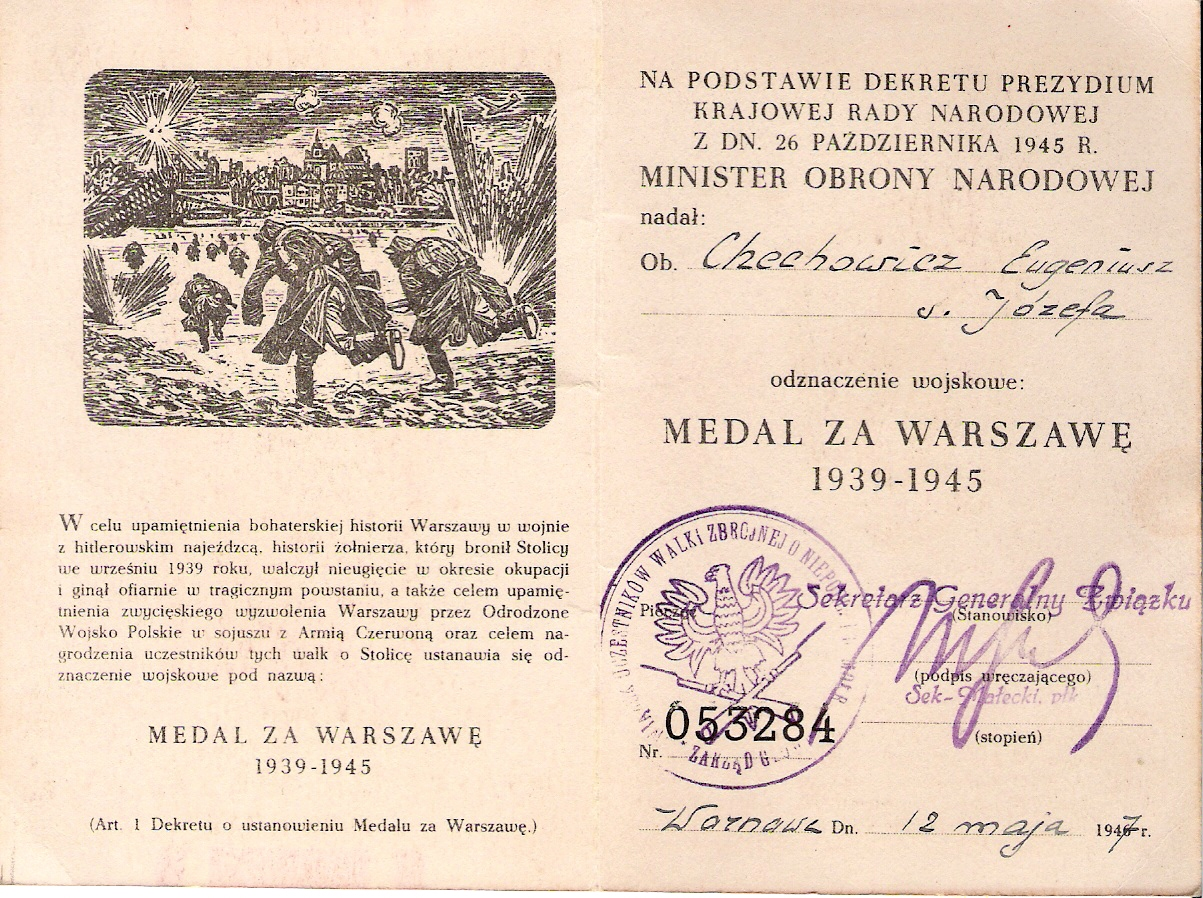
Legitimace potvrzující udělení Medaile za Varšavu 1939–1945
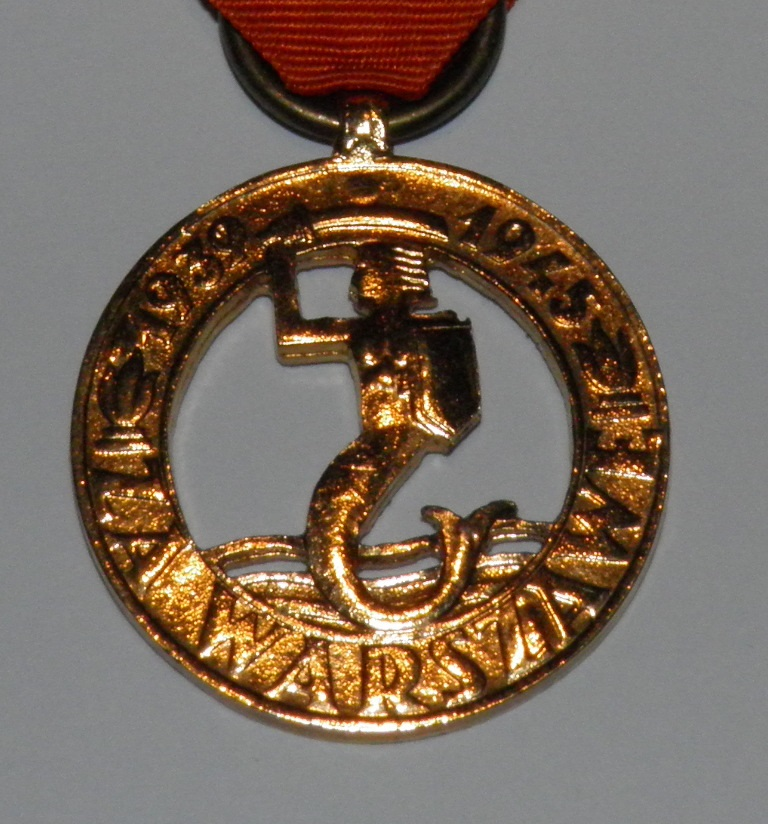
Medaile prvního typu